# Caloh Wagoh
Les Caloh Wagoh sont un club de motards 1 % formé par Delano R. en 2016 à La Haye (Pays-Bas). Dès sa fondation, le club est remarqué pour ses nombreux membres inculpés pour des affaires criminelles et dans des affaires d'assassinats. Principalement composé de criminels néerlandais d'origine surinamienne, le club est fondé après la séparation des groupes Trailers Trash MC et les Crips.
En 2018, le fondateur Delano R. trouve un accord avec le dirigeant de la Mocro Maffia Ridouan Taghi pour le prêt de nombreux membres en tant que tueurs à gages sous les ordres de Taghi. Les membres de Caloh Wagoh reçoivent une énorme somme d'argent pour chaque assassinat réussi. 
Toujours la même année, le MC gagne en notoriété après l'arrestation du membre Richard Z. à la suite de l'attentat contre le média De Telegraaf. Ce journal avait mentionné le nom de Ridouan Taghi, alors encore inconnu aux Pays-Bas.
Plusieurs membres du club sont actuellement inculpés pour assassinats dans le procès Marengo.

## Historique
En 1973, la famille R. s'installe à La Haye aux Pays-Bas en provenance du Suriname. Delano R., surnommé Keylow, grandit dans un quartier défavorisé à Molenwijk. En 2009, Delano R. apparaît dans le documentaire télévisée Crips, Strapped 'n strong où il raconte que son père gagnait mal sa vie et n'accédait qu'à de mauvais emplois, ce qui le poussait à gagner illégalement de l'argent. Delano R. se retrouve pendant son adolescence devant la justice pour plusieurs faits criminels. Le jeune néerlando-surinamien fonde la bande des Crips, actifs à partir de 1989 dans des vols à l'arraché, des trafics de stupéfiants et des bagarres de rue.
Delano R. fonde le groupe de motards Caloh Wagoh MC en 2016, après la séparation de la bande des Crips dont il recrute de nombreux ex-membres surinamiens, principalement originaires de La Haye.

## Activités criminelles
En 2018, en manque de revenus, il entre en contact avec le grand baron Ridouan Taghi, ennemi public numéro un aux Pays-Bas. Il se présente et postule en tant que tueur à gages dans son organisation. Ridouan Taghi refuse à cause de la notoriété de Delano R., qui avait été invité sur un plateau de télévision de la chaîne publique NPO.
Delano R. ne renonce pas pour autant. Au courant de la liste noire de Ridouan Taghi qui avait fuité sur des sites criminels néerlandais, il abat deux des cibles de Ridouan Taghi et demande à travailler pour lui en présentant ses nombreux tueurs à gages, prêts à passer à l'action en échange de grosses sommes. Ridouan Taghi finit par donner son accord.
Plusieurs membres du MC sont arrêtés quelques mois plus tard à la suite de l'assassinat de Stefaan Bogaerts et Jaïr Wessels.
À la suite de l'attentat contre Paronama et de l'attentat contre De Telegraaf en juin 2018, Richard Z., âgé de 41 ans, est arrêté. Richard Z. est le président d'un groupe Caloh Wagoh actif à Woerden. L'homme avait tiré au lance-roquette contre le siège social du média Panorama sur commande du grand baron Ridouan Taghi. Deux autres membres sont également inculpés.
Le 21 novembre 2018, une grande opération des forces spéciales néerlandaises a lieu contre le Caloh Wagoh MC. Des perquisitions sont menées dans plusieurs villes des Pays-Bas. Le fondateur Delano R. (Keylow) et Greg Remmers (nl) sont arrêtés. Quelques jours plus tard, la justice confirme que le membre Tony De G. a accepté de devenir témoin clé afin de collaborer avec la justice néerlandaise.
En juillet 2020, une salle de torture est découverte à Wouwse Plantage, au sud des Pays-Bas. L'auteur de ce lieu serait le criminel Robin van O. travaillant pour le baron Mustapha El Fechtali. La justice néerlandaise révèle que plusieurs membres des Caloh Wagoh commandités par Ridouan Taghi avaient pour but d'abattre Robin van O. et ses complices. Ces derniers avaient eux-mêmes pour but de kidnapper les tueurs à gages de Ridouan Taghi et de les torturer dans des conteneurs.

### Reportages
- [vidéo] Hier valt politie bij Caloh Wagoh binnen, De Telegraaf, 2018
- [vidéo] Motorbende Caloh Wagoh had drie ’moordcellen’, De Telegraaf, 2019